# CMYK

Схема субтрактивного синтеза в CMYK

CMYK (Cyan, Magenta, Yellow, Key или Black) или CMY+K — субтрактивная схема формирования цвета, а также четырёхцветная автотипия, используемая прежде всего в полиграфии для стандартной триадной печати или печати триадными красками. Она использует циановый, пурпурный и жёлтый цвета в роли основных, а также чёрный цвет.
Цвет в CMYK зависит не только от спектральных характеристик пигментов и от способа их нанесения, но и их количества, характеристик подложки (бумаги и др.) и других факторов. Фактически, цифры CMYK являются лишь набором аппаратных данных для фотонаборного автомата или CTP и не определяют цвет однозначно.
Так, исторически в разных странах сложилось несколько стандартизованных процессов офсетной печати. Сегодня это американский, европейский и японский стандарты для мелованной и немелованной бумаг. Именно для этих процессов разработаны стандартизованные бумаги и краски, например, стандарты ECI. Для них же созданы соответствующие цветовые модели CMYK, которые используются в процессах цветоделения. Однако многие типографии, в которых работают специалисты с достаточной квалификацией, или способные на время пригласить такого специалиста, нередко создают профиль, описывающий печатный процесс конкретной печатной машины с конкретной бумагой. Этот профиль они предоставляют своим заказчикам.
Особо выделяется цветовая модель CMYK 255 с глубиной цвета 8 бит. Суть модели: каждый из цветов описывается градацией не от 0 до 100, как в классической CMYK модели, а от 0 до 255.

## Субтрактивная модель
Так как модель CMYK применяют в основном в полиграфии при цветной печати, а бумага и прочие печатные материалы являются поверхностями, отражающими свет, удобнее считать, какое количество света отразилось от той или иной поверхности, нежели сколько поглотилось. Таким образом, если вычесть из белого три первичных цвета, RGB, мы получим тройку дополнительных цветов CMY. «Субтрактивный» означает «вычитаемый» — из белого вычитаются первичные цвета.

## Чёрный компонент K

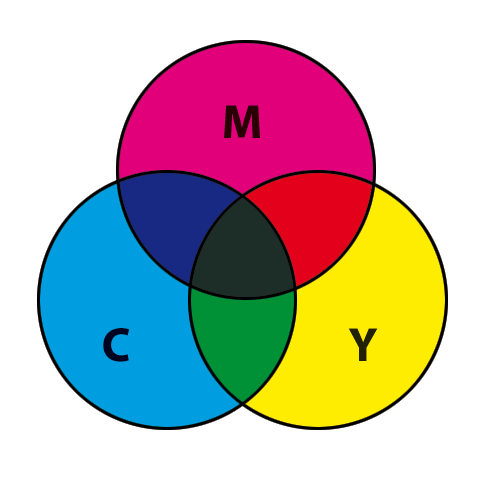
Наложение реальных типографских красок CMY

Несмотря на то, что непрецизионный чёрный цвет можно получать смешением в равной пропорции пурпурного, голубого и жёлтого красителей, по ряду причин (чистота цвета, переувлажнение бумаги и др.) такой подход обычно неудовлетворителен. Основные причины использования дополнительного чёрного пигмента таковы:
- На практике в силу неидеальности красителей и погрешностей в пропорциях компонентов смешение реальных пурпурного, голубого и жёлтого цветов даёт скорее грязно-коричневый или грязно-серый цвет (#333336); триадные краски не дают той глубины и насыщенности, которая достигается использованием настоящего чёрного. Так как чистота и насыщенность чёрного цвета, а также стабильность оттенка нейтральных (серых) областей чрезвычайно важны в печатном процессе, был введён ещё один цвет.
- При выводе мелких чёрных деталей изображения или текста без использования чёрного пигмента возрастает риск неприводки (недостаточно точное совпадение точек нанесения) пурпурного, голубого и жёлтого цветов.
- Смешение 100 % пурпурного, голубого и жёлтого пигментов в одной точке в случае струйной печати существенно смачивает бумагу, деформирует её и увеличивает время просушки. Аналогичные проблемы с так называемой суммой красок возникают и в офсетной печати. В зависимости от типа материала и технологии печати ограничение по сумме красок может быть ниже 300 % (например, в газетной печати типичное ограничение 260—280 %), что делает технически невозможным синтез насыщенного чёрного из трёх стопроцентных компонентов триады.
- Чёрный пигмент (в качестве которого, как правило, используется печная или канальная сажа) существенно дешевле остальных трёх.

## Печать при помощи модели CMYK
При печати на многих устройствах (офсетная или шёлкографская печатная машина, цветной лазерный принтер и т. д.) имеется возможность в каждой отдельной точке либо разместить слой краски строго заданной толщины, либо оставить неокрашенную подложку. Поэтому для воспроизведения полутонов изображение растрируется, то есть представляется в виде совокупности точек цветов C, M, Y и K, плотность размещения которых и определяет процент каждой краски. Точки, расположенные близко друг к другу, на расстоянии сливаются, и создаётся ощущение, что цвета накладываются друг на друга. Восприятие глаза «смешивает» их и таким образом ощущает необходимый оттенок. Растрирование выделяют амплитудное (наиболее часто используемое, при котором количество точек неизменно, но различается их размер), частотное (изменяется количество точек при одинаковом размере) и стохастическое, при котором не наблюдается регулярной структуры расположения точек.

## Числовые значения в CMYK и их преобразование
Каждое из чисел, определяющее цвет в CMYK, представляет собой процент краски данного цвета, составляющей цветовую комбинацию, а точнее, размер точки растра, выводимой на фотонаборном аппарате на плёнке данного цвета (или прямо на печатной форме в случае с CTP). Например, для получения цвета «хаки» следует взять 30 процентов от максимума — голубой краски, 45 — пурпурной, 80 — жёлтой и 5 — чёрной. Это можно обозначить следующим образом: (30, 45, 80, 5). Иногда пользуются таким обозначением: C30M45Y80K5.
В оптимизированном случае чёрная составляющая полностью компенсирует максимально равные доли цветных красителей так, что при определении любого цвета как минимум один цветной компонент равен нулю. То есть цвет (30, 45, 80, 5) оптимизируется в (0, 15, 50, 35). Этим достигается экономия красителей и улучшается цветопередача при выводе на печать.
Числовое значение краски в CMYK не может само по себе описать цвет. Цифры — лишь набор аппаратных данных, используемых в печатном процессе для формирования изображения. На практике реальный цвет будет обусловлен не только размером точки растра на фотовыводе, соответствующем числам в подготовленном к печати файле, но и реалиями конкретного печатного процесса: растискиванием (на которое могут влиять такие факторы, как состояние печатной машины, качество бумаги, влажность в цеху), условиями просмотра отпечатка (спектральными характеристиками источника освещения) и другими.
Для получения представления о цвете, заданном в цветовой модели CMYK, применяют цветовые профили, которые связывают значения аппаратных данных с реальным цветом, выраженным, как правило, в цветовых моделях XYZ или LAB. Наибольшее применение в наши дни нашли ICC-профили.

## Значение K в аббревиатуре CMYK
В CMYK используются четыре цвета, первые три в аббревиатуре названы по первой букве цвета, а в качестве четвёртого используется чёрный. Одна из версий утверждает, что K — сокращение от англ. blacK. Согласно этой версии, при выводе полиграфических плёнок на них одной буквой указывался цвет, которому они принадлежат. Чёрный не стали обозначать B, чтобы не путать с B (англ. blue) из модели RGB, а стали обозначать K (по последней букве). Профессиональные цветокорректоры работают с десятью каналами RGBCMYKLab, используя доступные цветовые пространства. Поэтому при обозначении CMYK как CMYB фраза «манипуляция с каналом B» требовала бы уточнения «манипуляция с каналом B из CMYB», что было бы неудобно.
Согласно другому варианту, K является сокращением от слова ключевой: в англоязычных странах термином key plate обозначается печатная форма для чёрной краски, печатаемая последней поверх заранее напечатанных трёх предыдущих красок.
Третий вариант говорит о немецком происхождении К — нем. Kontur. Эта версия подтверждается ещё и тем, что многие старые монтажники так и называют соответствующую плёнку — контур, контурная. Тем более, что в технологии печати чёрный и вправду как бы окантовывает изображение.

## Название в русском языке
В некоторых источниках встречается рекомендация произношения «си-мак». Также употребляется термин «триадные краски» или «полноцвет». Это сочетание слов может обозначать как все четыре цвета, так и исключительно CMY.